# Mort’s Dock
Mort’s Dock — существовавшее с 1855 по 1959 год судостроительное предприятие в пригороде Сиднея, Австралия.
Компания построила первый сухой док в Австралии.

## История

### 1853—1940

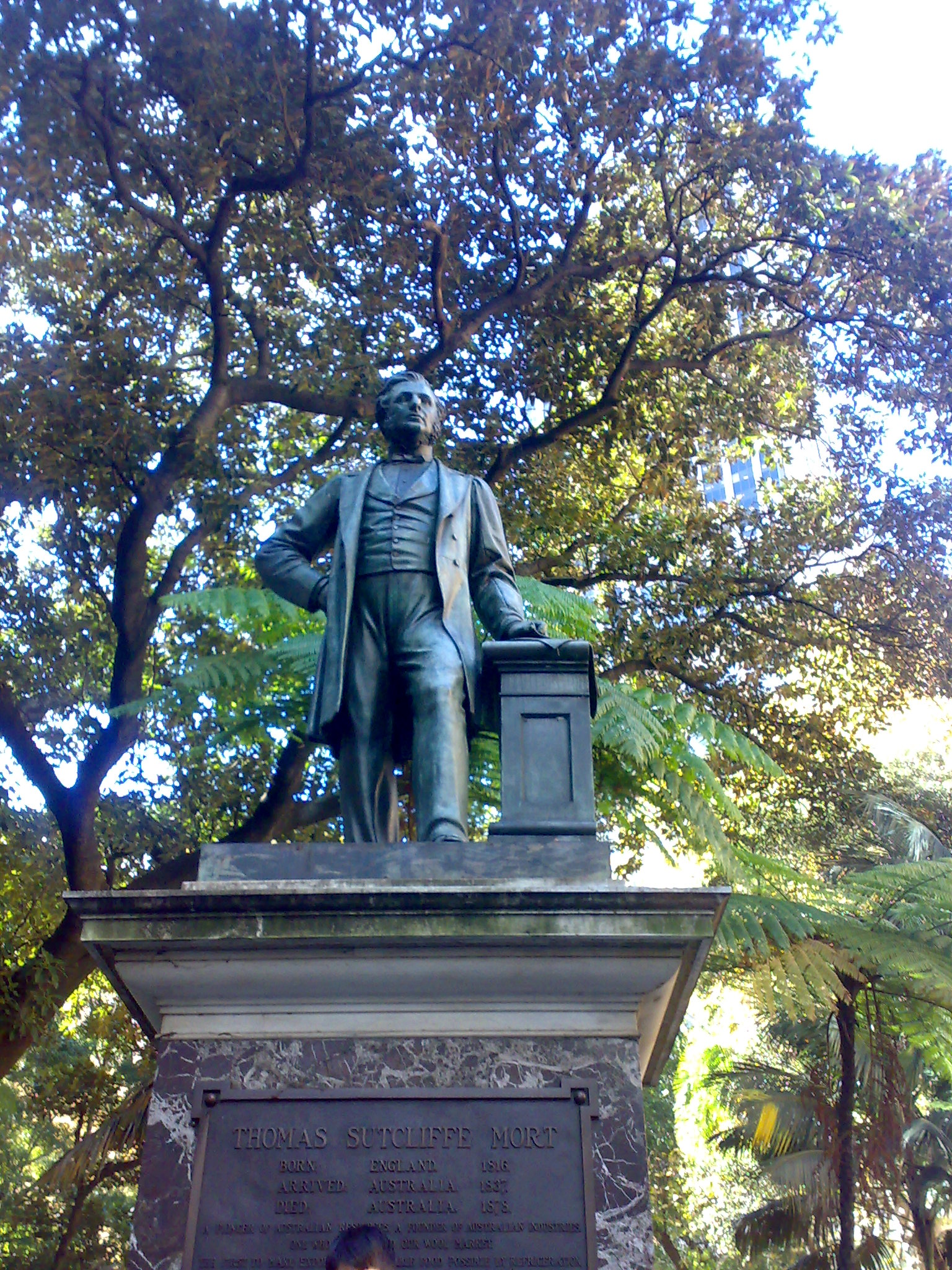
Статуя Томаса Морта, установлена в 1883 году, парк Macquarie Place, Сидней

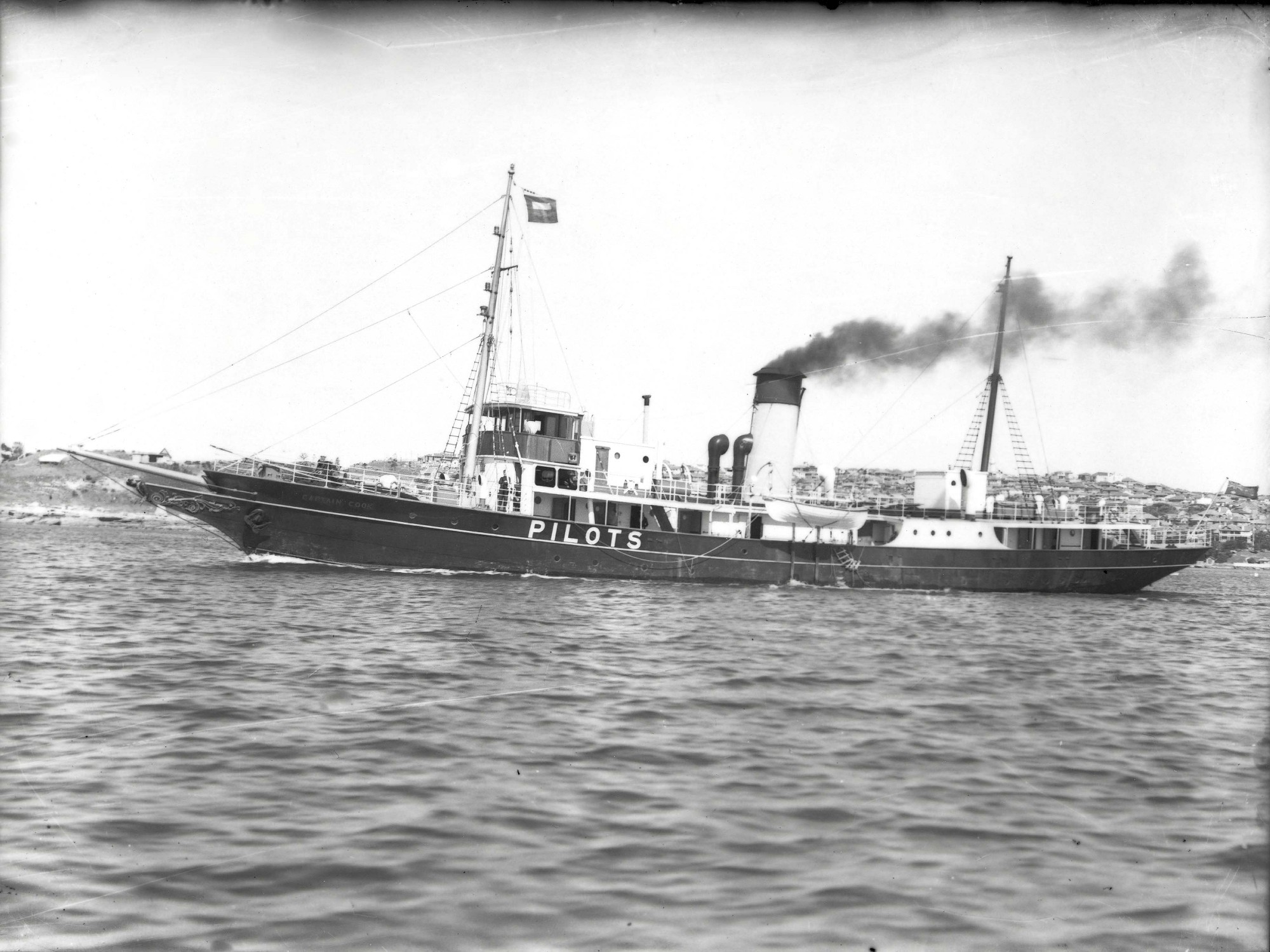
Пароход «Капитан Кук»

Компания была основана Томасом Мортом и капитаном Роунтри.
Первый пароход впервые посетил бухту Сиднея в 1853 году, но в порту отсутствовали устройства для ремонта таких судов.
В 1854 году Морт и Роунтри приобрели участок земли на побережье бухты и организовали строительство сухого дока размерами 123 на 15 метров. Док был открыт в марте 1855 года — за год до открытия дока Фитзрой Королевских ВМС Австралии на остров Какаду в бухте Сиднея.
Первым судном проходившим ремонт в доке стал SS Hunter — почтовый пароход, курсировавший между Сиднеем и Ньюкастлом.
Несмотря на ожидания, док не оказался прибыльным, и в 1867 году Морт и Роунтри сдали в аренду большинство площади участка верфи под складирование грузов.
В 1967 году компаньоны стали заниматься инженерными работами, включая строительство паровозов, судовых механизмов, оборудования для рудников, создав в 1872 году компанию Mort’s Dock and Engineering Company и начав строительство судов.
В 1901 году и компания построила второй сухой док и слип для ремонта.
В 1920-30-х годах компания получила заказ от ВМС Австралии на строительство нескольких судов, также верфь занималась покупкой судов на слом.
В этот период своей истории компания построила:
- 1892 год — пароход «Капитан Кук», длиной 47 метров. В 1939 году передан ВМС Австралии и служил учебным судном. 3 октября 1948 года затонул в 17 милях от Сиднея.

### 1940—1945: Вторая мировая война

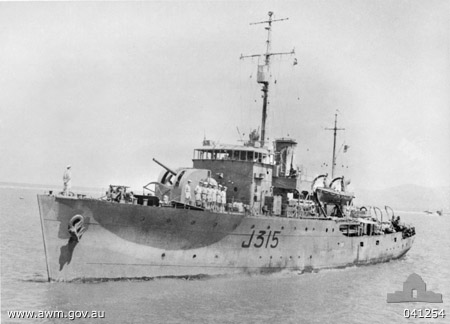
HMAS Wagga, 1944 год

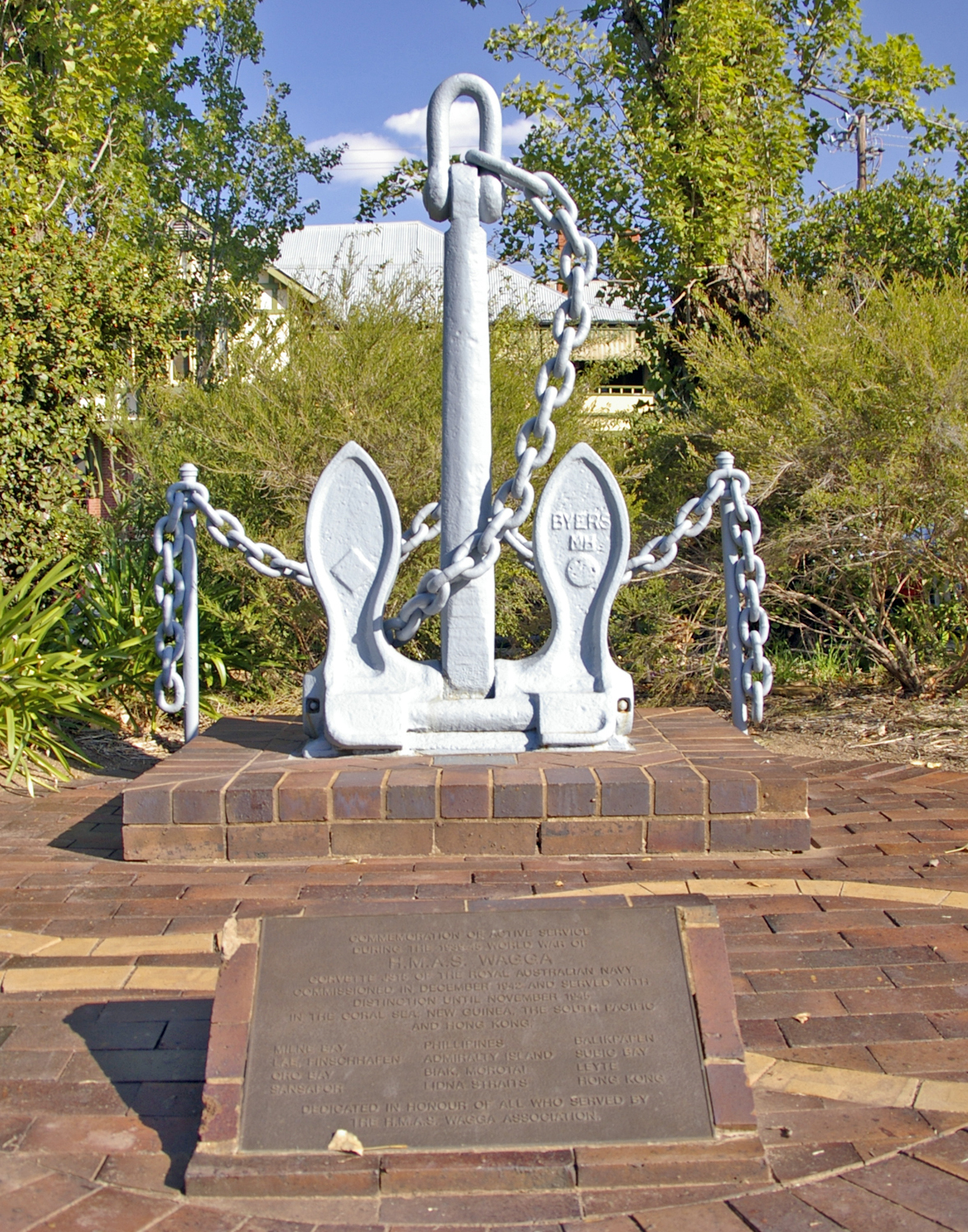
Якорь HMAS Wagga, сад Мемориала Победы, город Уогга-Уогга

С началом Второй мировой войны верфь была загружена работой.
К концу войны верфь была второй по числу построенных в военный период в Австралии кораблей, после верфи ВМС Австралии на острове Какаду.
В период с 1941 по 1942 год на верфи были построены 14 тральщиков типа «Батерст»:
- 1941 — HMAS Burnie (J198), служил до 1958 года.
- 1941 — HMAS Deloraine (J232), 21 января 1942 года совместно с еще тремя кораблями потопил японскую подводную лодку I-124. Находился в бухте Дарвина при бомбардировке в 1942 году, повреждений не получил. Продан на слом в 1956 году.
- 1941 — HMAS Lithgow (J206). 21 января 1942 года совместно с еще тремя кораблями потопил японскую подводную лодку I-124. Выведен в резерв в 1948 и в 1956 продан на слом.
- 1941 — HMAS Lismore (J145), в 1946 передан Нидерландским ВМС, где служил до 1958 года.
- 1941 — HMAS Mildura (J207), с 1948 года служил как учебное судно, в 1956-м продан на слом.
- 1941 — HMAS Warrnambool (J202), подорвался на мине 13 сентября 1947 года при проведении работ по поиску мин у Соломоновых островов.
- 1942 — HMAS Armidale (J240). 1 декабря 1942 года потоплен авиацией Японии.
- 1942 — HMIS Bombay (J249), в 1950-м вошел в состав Индийских ВМС, переименован в INS Bombay, продан на слом в 1961 году.
- 1942 — HMAS Colac (J242), служил до 1953 года, выведен в резерв, как судно-цель потоплен в 1987 году подводной лодкой HMAS Ovens (S 70) при тестовом запуске ракеты Mark-48.
- 1942 — HMAS Dubbo (J251). Продан на слом в 1958 году.
- 1942 — HMAS Inverell (J233). В 1952 году передан Новозеландским ВМС. Продан на слом в 1977 году.
- 1942 — HMAS Latrobe (J234). После войны до 1952 года служил учебным судном, в 1953-м продан на слом.
- 1942 — HMIS Punjab (J239), в 1949 продан на слом.
- 1942 — HMAS Wagga (J315), с 1951 года — учебное судно, продан на слом в 1962-м.

В период 1943 с 1945 год по верфью построены четыре фрегата типа «Ривер»:
- 1943 — HMAS Gascoyne (K354), с 1946 года в резерве, с 1959 года использовался как гидрографическое судно, продан на слом в 1972 году. Покинул порт Мельбурна на буксире 6 июля 1972 года.
- 1943 — HMAS Hawkesbury (K363), в 1945 выведен в резерв, продан на слом в 1961 году.
- 1944 — HMAS Lachlan (K364), в 1949 году передан Новозеландским ВМС, служил как судно поддержки, в 1980 году сдан на слом.
- 1945 — HMAS Macquarie (K532), в декабре 1946 года выведен в резерв, продан на слом в 1962 году.

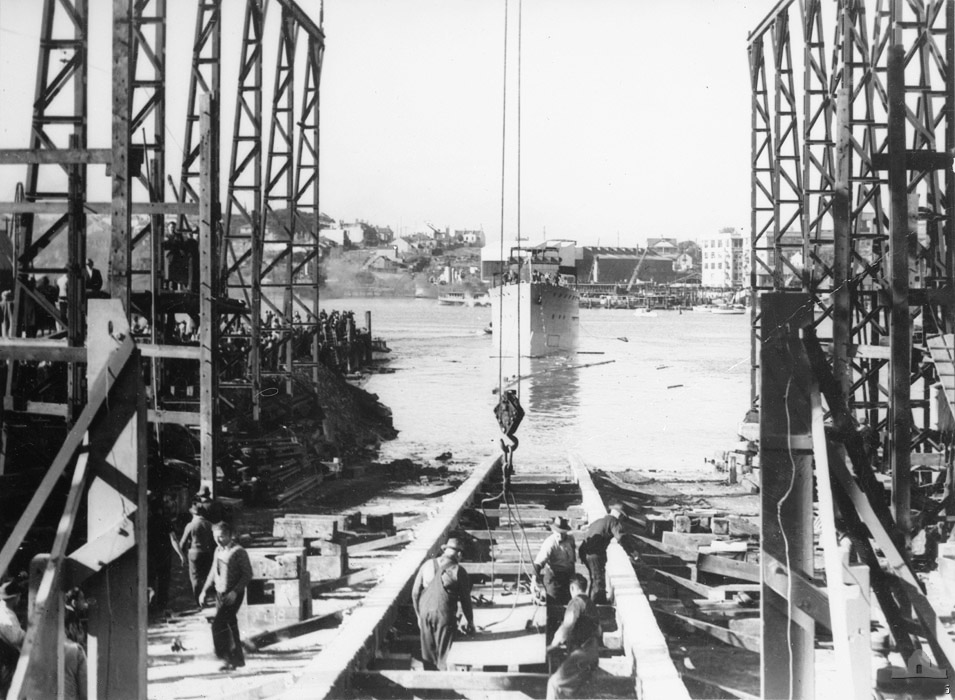
Спуск на воду HMAS Deloraine, июнь 1941 года
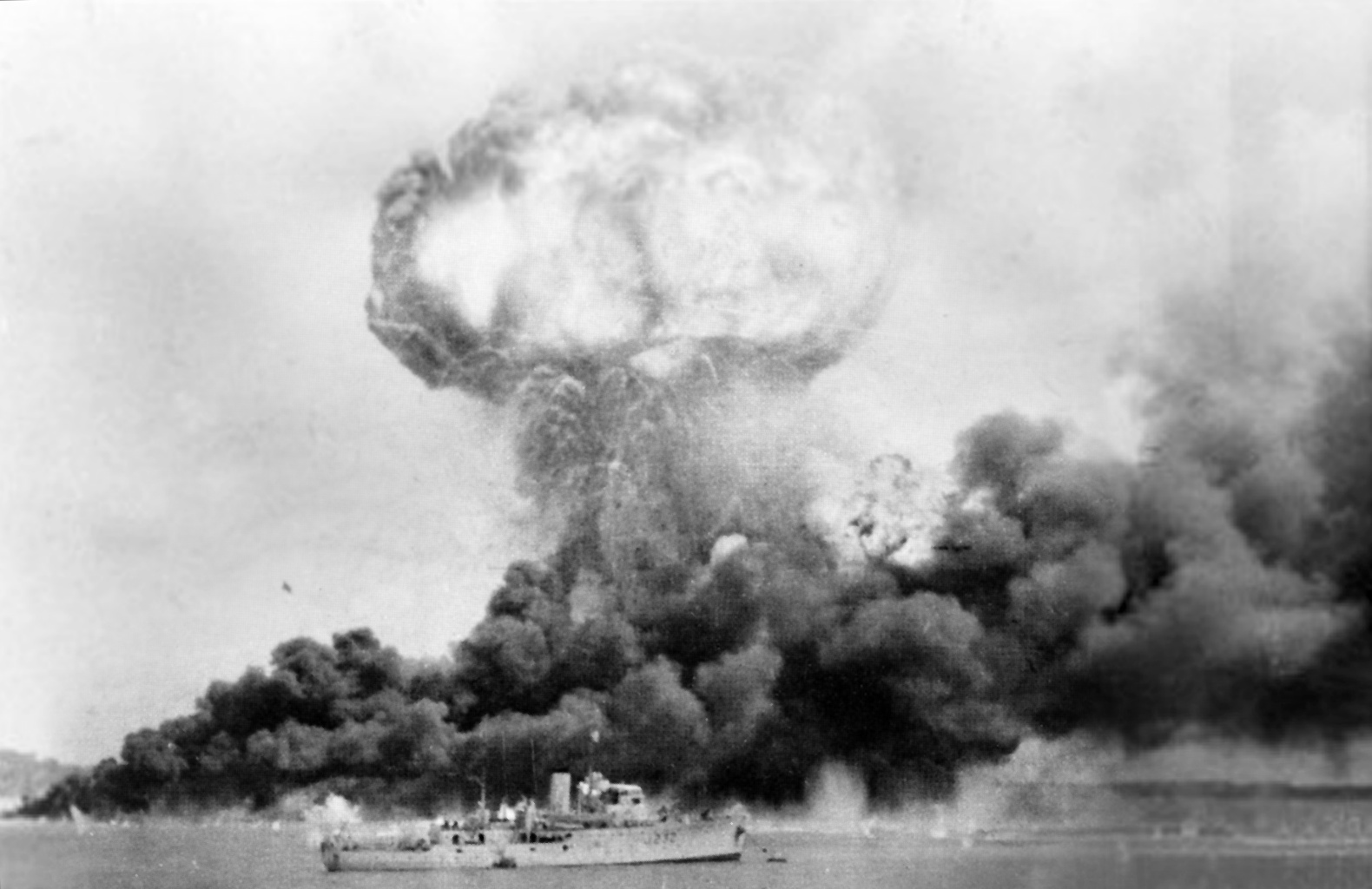
HMAS Deloraine во время бомбардировки Дарвина 19 февраля 1942 года
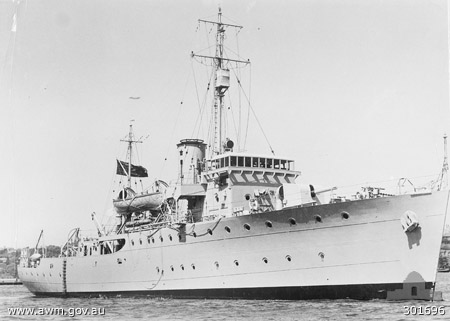
HMAS Warrnambool перед сдачей военной приемке, сентябрь 1941 года
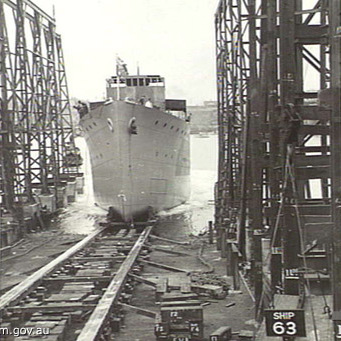
Спуск на воду HMAS Dubbo, 7 марта 1942 года

### 1945—1968

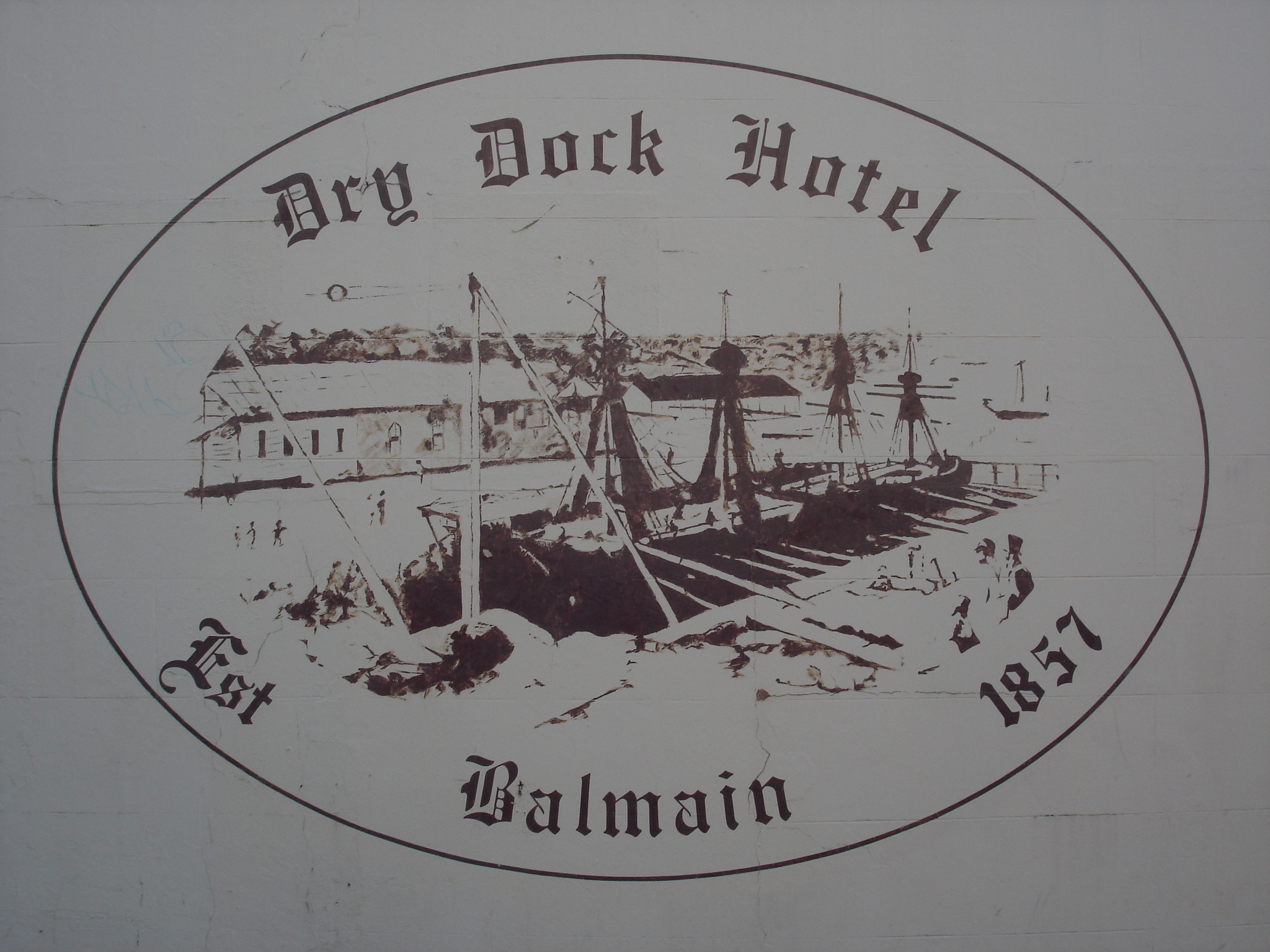
Эмблема отеля Dry Dock Hotel

С окончание войны судостроение пришло в упадок, и компания сменила местонахождение на более дешёвую землю на западе Сиднея.
В 1958 году док был закрыт, а с 1959 года компания начала процедуру ликвидации, и перестала существовать в 1968 году.

## Память
Территория старой верфи была отдана под контейнерный терминал, который закрылся в 1989 году, а земля была обустроена под прибрежный парк.
В память о первом сухом доке Австралии назван отель Dry Dock Hotel, который расположен напротив места ворот бывшей верфи.